# Route 116 (Nouveau-Brunswick)
Pour les articles homonymes, voir Route 116.
La route 116 est une route secondaire du Nouveau-Brunswick reliant la route 10 à Rexton, dans le centre-est de la province, longue de 106 km (66 mi).

## Description du tracé
La route 116 débute environ 50 km (31 mi) au nord-ouest de Fredericton et 5 km (3,1 mi) au nord-ouest de Chipman, sur la route 10. Elle suit ensuite la rivière au Saumon sur 50 km (31 mi) en ne traversant pratiquement aucune communauté jusqu'à Mortimer, où elle bifurque vers le sud en multiplex avec la route 126, jusq'à Harcourt, où elle bifurque vers l'est. Elle longe ensuite la rivière Richibouctou sur 40 km (25 mi) en étant beaucoup moins isolée que dans la première section. À Rexton, elle croise la route 134 où elle prend fin.

## Intersections majeures
| Comté                   | Ville           | km     | Destinations                               | Notes                                      |
| ----------------------- | --------------- | ------ | ------------------------------------------ | ------------------------------------------ |
| Queens                  | Salmon Creek    | 0,00   | NB-10 – Minto, Fredericton, Chipman        |                                            |
| Queens                  | Gaspereau Forks | 8,60   | NB-123 – Doaktown, Chipman                 |                                            |
| Kent                    | Mortimer        | 63,50  | NB-126 nord – Miramichi                    | Terminus ouest du multiplex avec la NB-126 |
| Kent                    | Harcourt        | 65,70  | NB-126 sud – Moncton                       | Terminus est du multiplex avec la NB-126   |
| Kent                    | Smiths Corner   | 74,10  | NB-465 sud – Fords Mills                   | Terminus nord de la NB-465                 |
| Kent                    | Bass River      | 80,00  | NB-490 sud                                 | Terminus nord de la NB-490                 |
| Kent                    | Rexton          | 103,40 | NB-134 – Richibouctou, Bouctouche, Moncton |                                            |
| - Terminus de multiplex |                 |        |                                            |                                            |